# Psectrocladius obvius
Psectrocladius obvius är en tvåvingeart som först beskrevs av Walker 1856.  Psectrocladius obvius ingår i släktet Psectrocladius och familjen fjädermyggor. Arten är reproducerande i Sverige. Inga underarter finns listade i Catalogue of Life.